# 袁宗儒
袁宗儒（1476年—1539年），字醇夫、號靜菴（靜庵），京師保定府雄縣（今河北省雄縣）人，明朝政治人物，正德三年進士，累官戶部左侍郎。

## 生平
弘治十一年（1498年），袁宗儒登戊午科順天鄉試榜尾。正德三年（1508年）中式戊辰科三甲進士，四年闰九月授江西道試監察御史。正德十二年，反對明武宗外巡。正德十三年，進諫反對明武宗南巡。十三年九月升任大理寺右寺丞。
嘉靖三年（1524年）八月，升大理寺右少卿，在大禮議事件中參與左順門事件，被廷杖。五年十一月，官至右僉都御史，巡撫貴州。吏部尚書桂萼降職，遂解職歸鄉。十年七月，起用為郧阳抚治都御史，十月改任山東巡撫，因下屬賑災饑荒無力，而被牽連免職。因舉薦，擔任左副都御史。十五年正月，升南京户部右侍郎，嘉靖十七年正月，改任戶部右侍郎，七月轉任戶部左侍郎。嘉靖十八年，陪同嘉靖南巡，回京后去世。

## 家族
曾祖袁全。祖父袁亨，父親袁安。母周氏。重庆下。弟袁宗正。